# Jérémie N'Jock
Jérémie N'Jock (n. 12 martie 1980, Bafoussam, Camerun) este un fost jucător de fotbal camerunez. A jucat în Liga 1 la UTA Arad și Universitatea Craiova.